# Diplodactylus granariensis
Diplodactylus granariensis är en ödleart som beskrevs av  Storr 1979. Diplodactylus granariensis ingår i släktet Diplodactylus och familjen geckoödlor. IUCN kategoriserar arten globalt som livskraftig.

## Underarter
Arten delas in i följande underarter:
- D. g. granariensis
- D. g. rex